# Денні Ельфман
Денні Ельфман (Деніел Роберт Ельфман, англ. Daniel Robert Elfman) — американський музикант і композитор.

## Біографія
Народився 29 травня 1953 року.
Мати — Блоссом Ельфман (уроджена Бернштейн) — педагог та письменник. Батько — Мілтон Ельфман — вчитель, що служив у військово-повітряних силах. Зростав у районі Лос-Анджелеса Болдуін-Хілл. Багато часу проводив у кінотеатрі, цікавився музикою. Після того, як покинув школу, зайнявся музикою, вивчав нові стилі. Рік подорожував в Африці, де захворів малярією.
На початку 70-х повернувся до США і разом зі своїм старшим братом заснував власний музичний гурт «Містичні Лицарі Оінго-Боінго» (грали інтелектуальну рок-музику).
Познайомився із режисером Тімом Бартоном, який виявився прихильником його гурту. Із цього часу Ельфман пише музику майже до всіх фільмів Тіма Бартона. За словами режисера, вони розуміють один одного з півслова.
При створюванні саундтреку до фільму «Велика Пригода Пі-Ві», вперше використав оркестрову музику для фільму. Коли Бартон та Пол Рубенс запросили його написати музику до фільму, він спочатку побоювався через те, що відчував брак навчання. Та йому вдалося впоратися із завданням. Ця робота та музика до мультфільму «Бітлджус» відкрили двері для Ельфмана в Голлівуд. Наразі він вважається одним із найкращих композиторів США.
У 2003 році одружився із Бріджит Фонде. У шлюбі народилася одна дитина.

## Вплив у музиці
Ельфман згадує, що вперше замислився над музикою у фільмі під час перегляду «День, коли Земля зупинилася» (Роберт Вайс, 1951 рік). Саме робота Бернарда Херрманна вплинула на музичні погляди Ельфмана.
Інші композитори, що вплинули на музику Ельфмана — Ніно Рота, Ерік Вольфганг Корнґолд. Відчувається деякий зв'язок між музикою Ельфмана та Прокоф'євим, Стравінським, Чайковським.

## Погіршення слуху
Денні Ельфман пішов зі складу гурту «Оінго-Боінго» та залишив сцену через те, що в останні роки співпраці із рок-гуртом в нього почав погіршуватися слух, через значні шуми, що пов'язані із музичним стилем та, за визнанням самого композитора, через генетичну схильність до втрати слуху.

## Фільмографія Ельфмана

### Композиторські роботи
- 2025 — Дракула: Історія кохання / Dracula: A Love Tale
- 2024 — Бітлджус 2 / Beetlejuice 2
- 2023 — 65 / 65
- 2022 — Венздей / Wednesday
- 2022 — Доктор Стрендж у мультивсесвіті божевілля / Doctor Strange in the Multiverse of Madness
- 2021 — Жінка у вікні / The Woman in the Window
- 2020 — Дулітл / The Voyage of Doctor Dolittle
- 2019 — Люди в чорному: Інтернешнл / Men in Black: International
- 2019 — Дамбо / Dumbo
- 2018 — Ґрінч / The Grinch
- 2018 — Не хвилюйся, він далеко не піде / Don't Worry, He Won't Get Far on Foot
- 2017 — Сфера / The Circle
- 2017 — Ліга Справедливості / Justice League
- 2017 — Тюльпанова лихоманка / Tulip Fever
- 2017 — П'ятдесят відтінків темряви / Fifty Shades Darker
- 2016 — Дівчина у потягу / The Girl on the Train
- 2016 — Аліса в Задзеркаллі / Alice Through the Looking Glass
- 2015 — Страшилки / Goosebumps
- 2015 — Месники: Ера Альтрона / Fifty shades of Grey
- 2015 — The End of the Tour
- 2015 — П'ятдесят відтінків сірого / Fifty shades of Grey
- 2014 — Великі очі / Big Eyes
- 2014 — The Unknown Known
- 2014 — Містер Пібоді та Шерман / Mr. Peabody & Sherman
- 2013 — Американська афера / American Hustle
- 2013 — Далласький клуб покупців / Dallas Buyers Club
- 2013 — Епік / Epic
- 2013 — Оз: Великий та Могутній / Oz the Great and Powerful
- 2012 — Хічкок / Hitchcock
- 2012 — Франкенвіні / Frankenweenie
- 2012 — Люди в чорному 3 / Men in Black 3
- 2012 — Збірка промінців надії / Silver Linings Playbook
- 2012 — Похмурі тіні / Dark Shadows
- 2011 — Реальна сталь / Real Steel
- 2011 — Зелений шершень / The Green Hornet
- 2010 — Три дні на втечу / The Next Three Days
- 2010 — Аліса в країні чудес / Alice in Wonderland
- 2010 — Людина-вовк / The Wolfman
- 2009 — Взяття Вудстоку / Taking Woodstock
- 2009 — Notorious
- 2009 — 9 / 9
- 2009 — Термінатор: Спасіння прийде / Terminator Salvation
- 2008 — Особливо небезпечний / Wanted
- 2008 — Хеллбой 2: Золота армія / Hellboy 2: Golden Army
- 2008 — Гарві Мілк / Milk
- 2007 — Королівство / Kingdom
- 2007 — Секрет Робінсонів / Meet the Robinsons
- 2007 — Людина-павук 3 / Spider-Man 3
- 2007 — Aqua Teen Hunger Force Colon Movie Film for Theaters
- 2006 — Суперначо / Nacho Libre
- 2006 — Павутиння Шарлотти / Charlotte's Web

- 2005 — Труп нареченої / Corpse Bride
- 2005 — Пойнт Плезант (телесеріал) / Point Pleasant
- 2005 — Чарлі і шоколадна фабрика / Charlie and the Chocolate Factory
- 2004 — Людина-павук 2 / Spider-Man 2
- 2004 — Відчайдушні домогосподарки / Desperate Housewives
- 2003 — Велика риба / Big Fish
- 2003 — Халк / Hulk
- 2002 — Людина-павук / Spider-Man
- 2002 — Люди в чорному 2 / Men in Black II
- 2002 — Червоний дракон / Red Dragon
- 2002 — Чикаго / Chicago
- 2001 — Діти шпигунів / Spy Kids
- 2001 — Планета мавп / Planet of the Apes
- 2001 — Новокаїн / Novocaine
- 2000 — Доказ життя / Proof of Life
- 2000 — Сім'янин / The Family Man
- 1999 — Мій улюблений марсіанин / My Favorite Martian
- 1999 — Сонна лощина / Sleepy Hollow
- 1999 — Де завгодно, тільки не тут / Anywhere but Here
- 1998 — Простий план / A Simple Plan
- 1997 — Розумник Вілл Гантінґ / Good Will Hunting
- 1997 — Флаббер-стрибунець / Flubber от Fly Rubber
- 1997 — Люди в чорному / Men in Black
- 1996 — Страшили / Frighteners
- 1996 — Крайні заходи / Extreme Measures
- 1996 — Місія нездійсненна / Mission: Impossible
- 1996 — Марс атакує! / Mars Attacks!
- 1996 — Шосе / Freeway
- 1995 — Долорес Клейборн / Dolores Claiborne
- 1995 — Мертві президенти / Dead Presidents
- 1995 — Померти заради / To Die for
- 1994 — Людина пітьми 2 / Darkman II: The Return of Durant
- 1994 — Чорний красень / Black Beauty
- 1993 — Соммерсбі / Sommersby
- 1993 — Жах перед Різдвом / Nightmare Before Christmas
- 1993 — Армія темряви / Army of Darkness
- 1992 — Баффі — переможниця вампірів / Buffy the Vampire Slayer
- 1992 — Бетмен повертається / Batman Returns
- 1992 — Бетмен / Batman: The Animated Series
- 1991 — Невдахи / Pure Luck
- 1990 — Едвард Руки-ножиці / Edward Scissorhands
- 1990 — Людина темряви / Darkman
- 1990 — Дік Трейсі / Dick Tracy
- 1989 — Мисливці на привидів 2 / Ghostbusters II
- 1989 — Бетмен / Batman
- 1989 — Сімпсони / Simpsons
- 1989 — Байки зі склепу (телесеріал) / Tales from the Crypt
- 1988 — Нова різдвяна казка / Scrooged
- 1988 — Встигнути до опівночі / Midnight Run
- 1988 — Бітлджус / Beetlejuice
- 1987 — Літня школа / Summer School
- 1986 — Wisdom
- 1986 — Back to School
- 1985 — Велика Пригода Пі-Ві / Pee-wee's Big Adventure
- 1982 — Заборонена Зона / Forbidden Zone

### Продюсерські роботи
- 1993 — Жах перед Різдвом / Nightmare Before Christmas

### Акторські роботи
- 2005 — Чарлі і шоколадна фабрика — Озвучка персонажів
- 2005 — Труп нареченої — Озвучка персонажів
- 2000 — Дар — Томмі Лі Баллард
- 1993 — Жах перед Різдвом — Озвучка персонажів
- 1986 — Знову до школи — Член музичної групи
- 1982 — Заборонена зона — Сатана

### Комп'ютерні ігри
Денні Ельфман інколи писав саундтреки чи теми для комп'ютерних ігор.
- 2004 — Fable
- 2008 — Fable II
- 2010 — Fable III

## Нагороди та номінації
- 2004 — Оскар (номінація: найкращий оригінальний саундтрек до фільму «Велика риба»)
- 2004 — Золотий глобус (номінація: найкращий саундтрек до фільму «Велика риба»)
- 2003 — BAFTA (Премія імені Ентоні Есквіта за досягнення в створенні музики до фільму «Чикаго»)
- 1998 — Оскар (Номінація: найкращий саундтрек до драматичного фільму «Молодець Вілл Хантінг»)
- 1998 — Оскар (Номінація: найкращий саундтрек до музичного/комедійного фільму «Люди в чорному»)
- 1994 — Золотий глобус (Номінація: найкращий саундтрек «Жах перед Різдвом»)